# Liste der Kulturdenkmale in Küllstedt
Die Liste der Kulturdenkmale in Küllstedt umfasst die als Ensembles, Einzeldenkmale und Bodendenkmale erfassten Kulturdenkmale in der thüringischen Gemeinde Küllstedt und ihrer Ortsteile (Stand: 11. Februar 2025).
Die Angaben in der Liste ersetzen nicht die rechtsverbindliche Auskunft der zuständigen Denkmalschutzbehörde.

## Legende
- Bild: zeigt ein Bild des Kulturdenkmals und gegebenenfalls einen Link zu weiteren Fotos des Kulturdenkmals im Medienarchiv Wikimedia Commons
- Bezeichnung: Name, Bezeichnung oder die Art des Kulturdenkmals
- Lage: Wenn vorhanden Straßenname und Hausnummer des Kulturdenkmals; Grundsortierung der Liste erfolgt nach dieser Adresse. Der Link Karte führt zu verschiedenen Kartendarstellungen und nennt die Koordinaten des Kulturdenkmals.
 Kartenansicht, um Koordinaten zu setzen – in dieser Kartenansicht sind Kulturdenkmale ohne Koordinaten mit einem roten bzw. orangen Marker dargestellt und können in der Karte gesetzt werden. Kulturdenkmale ohne Bild sind mit einem blauen bzw. roten Marker gekennzeichnet, Kulturdenkmale mit Bild mit einem grünen bzw. orangen Marker.
- Datierung: gibt das Jahr der Fertigstellung beziehungsweise das Datum der Erstnennung oder den Zeitraum der Errichtung an
- Beschreibung: bauliche und geschichtliche Einzelheiten des Kulturdenkmals, vorzugsweise die Denkmaleigenschaften
- ID: Die ID identifiziert das Kulturdenkmal eindeutig. In Thüringen sind aktuell keine IDs veröffentlicht. In der ID-Spalte kann sich auch folgendes Icon  befinden, dies führt zu Angaben zu diesem Kulturdenkmal bei Wikidata.

## Einzeldenkmale
| Bild                                    | Bezeichnung                                                             | Lage                                                                  | Datierung | Beschreibung | ID |
| --------------------------------------- | ----------------------------------------------------------------------- | --------------------------------------------------------------------- | --------- | ------------ | -- |
| weitere Bilder Fotos hochladen          | Kirche mit Ausstattung und Kirchhof / Ev. Filialkirche Der gute Hirte   | Bahnhofstraße o. Nr. Flur 6 / Flurstück(e) 124 (Karte)                |           |              |    |
| Direkt Bild zu diesem Denkmal hochladen | Kreuz / Bonifatiuskreuze                                                | Bergstraße o. Nr. auf dem Alten Friedhof Flur 4 / Flurstück(e) 62/426 |           |              |    |
| Direkt Bild zu diesem Denkmal hochladen | Wohnhaus                                                                | Hauptstraße 11 Flur 4 / Flurstück(e) 62/354                           |           |              |    |
| Direkt Bild zu diesem Denkmal hochladen | Wohnhaus                                                                | Hauptstraße 28 Flur 4 / Flurstück(e) 5184/1                           |           |              |    |
| Direkt Bild zu diesem Denkmal hochladen | Gehöft                                                                  | Hauptstraße 5 Flur 4 / Flurstück(e) 5074/1                            |           |              |    |
| Direkt Bild zu diesem Denkmal hochladen | Wohnhaus                                                                | Hauptstraße 7 Flur 4 / Flurstück(e) 62/142                            |           |              |    |
| Direkt Bild zu diesem Denkmal hochladen | Wohnhaus                                                                | Hinter der Schenke 2 Flur 4 / Flurstück(e) 62/246                     |           |              |    |
| Direkt Bild zu diesem Denkmal hochladen | Kapelle / 14-Nothelfer-Kapelle                                          | Madeberg o. Nr. Flur 18 / Flurstück(e) 241/45                         |           |              |    |
| Direkt Bild zu diesem Denkmal hochladen | Kapelle mit Ausstattung, Stationsweg und Grotte / Antoniuskapelle       | Madeberg o. Nr. Flur 18 / Flurstück(e) 46                             |           |              |    |
| Direkt Bild zu diesem Denkmal hochladen | Kruzifix                                                                | Madeberg o. Nr. Flur 18 / Flurstück(e) 40                             |           |              |    |
| Direkt Bild zu diesem Denkmal hochladen | Wohnhaus                                                                | Madegasse 10 Flur 4 / Flurstück(e) 5216/1                             |           |              |    |
| Direkt Bild zu diesem Denkmal hochladen | Wohnhaus                                                                | Pfarrer-Horstkemper-Platz 4 Flur 4 / Flurstück(e) 62/237              |           |              |    |
| Direkt Bild zu diesem Denkmal hochladen | Wohnhaus                                                                | Pfarrer-Vogt-Straße 4 Flur 4 / Flurstück(e) 62/93                     |           |              |    |
| Direkt Bild zu diesem Denkmal hochladen | Wohnhaus                                                                | Pfarrer-Vogt-Straße 8 Flur 4 / Flurstück(e) 62/271                    |           |              |    |
| Direkt Bild zu diesem Denkmal hochladen | Wohnhaus                                                                | Triftstraße 4 Flur 4 / Flurstück(e) 62/96                             |           |              |    |
| Direkt Bild zu diesem Denkmal hochladen | Grotte / Johannesgrotte                                                 | Triftstraße o. Nr. Flur 18 / Flurstück(e) 88/2                        |           |              |    |
| weitere Bilder Fotos hochladen          | Kirche mit Ausstattung und Kirchhof / Kath. Kirche St. Georg und Julian | Zöllnersgasse 3 Flur 4 / Flurstück(e) 62/127 (Karte)                  |           |              |    |

## Bodendenkmale
| Bild                                    | Bezeichnung        | Lage | Datierung | Beschreibung | ID |
| --------------------------------------- | ------------------ | --- | --------- | ------------ | -- |
| Direkt Bild zu diesem Denkmal hochladen | Steinkreuz         | Ortslage, Grünfläche südlich Bergstraße 2, sö Steinkreuz einer Gruppe von drei Sühnekreuzen Flur 4 / Flurstück(e) 62/492        |           |              |    |
| Direkt Bild zu diesem Denkmal hochladen | Steinkreuzfragment | Ortslage, Grünfläche südlich Bergstraße 2; nw Steinkreuz einer Gruppe von drei Steinkreuzen Flur 4 / Flurstück(e) 62/492        |           |              |    |
| Direkt Bild zu diesem Denkmal hochladen | Steinkreuz         | Ortslage, Grünfläche südlich Bergstraße 2, mittleres Steinkreuz einer Gruppe von drei Sühnekreuzen Flur 4 / Flurstück(e) 62/492 |           |              |    |